# Механизатор (мини-футбольный клуб)
«Механизатор» — бывший украинский мини-футбольный клуб из Днепропетровска, существовавший с 1987 по 1997 годы. Один из первых профессиональных мини-футбольных клубов СССР. Обладатель кубка СССР по мини-футболу, неоднократный чемпион Украины по мини-футболу и обладатель Кубка Украины.

## История

### Создание клуба
В середине 80-х в Днепропетровске на базе треста «Днепрстроймеханизация» создаётся футбольная команда «Механизатор», выступающая в первенстве города. В 1987 году любители футбола во главе с Александром Хандрыгой проводят соревнования по мини-футболу, создаётся школа молодого арбитра, выпускником которой позже становится известный арбитр ФИФА по футзалу Олег Иванов. Получив согласие мэра Днепропетровска Валерия Пустовойтенко, ранее возглавлявшего трест «Днепрстроймеханизация», в 1987 году создаётся хозрасчётный мини-футбольный клуб «Механизатор», президентом которого становится Олег Зеликсон, а начальником команды — Александр Хандрыга.
В отсутствие регулярного чемпионата в стране начинают проводиться турниры, собирающие клубы любителей мини-футбола из разных городов. После турниров, прошедших в Минске, Кишинёве и Новосибирске, тренером «Механизатора» становится Геннадий Шур. У команды начинает подбираться сильный состав, и в числе прочих в команду приходят Константин Ерёменко и Олег Солодовник, позже ставшие широко известными в составе московской «Дины».

### Республиканские турниры
В 1988 году «Механизатор» принимает участие в первом на Украине республиканском турнире на призы газеты «Молодёжь Украины», победителем которого становится киевский «Электронмаш». Через год в этом турнире играют уже команды со всего Советского Союза.
В 1990 году создаётся Союз мини-футбольных клубов Украины, президентом которого избран Александр Хандрыга. Проводится пробный чемпионат Украины с участием пяти команд, победителем которого и становится «Механизатор». Игорь Лещук и Юрий Миргородский, представляющие клуб, признаны лучшим вратарём и нападающим турнира. «Механизатор» становится также обладателем Кубка Украины, обыграв в финале ДХТИ со счётом 8:1, а индивидуальные призы лучшему вратарю, нападающему и бомбардиру турнира получают Игорь Лещук, Сергей Усаковский и Александр Москалюк. Главным спонсором команды в это время является колхоз «Авангард» Днепропетровской области и его председатель Михаил Коробка.

### Международные выступления
В начале 1990 года «Механизатор» проводит две товарищеские игры с любительскими командами из Англии в Манчестере. В том же году в словацком городе Лучинец проходит международный турнир, в ходе которого «Механизатор» обыгрывает клубы из Словакии, Чехии и Венгрии и занимает первое место, а Константин Ерёменко становится лучшим игроком и лучшим бомбардиром турнира.

### Чемпионат и кубок СССР

«Механизатор» — первый обладатель Кубка СССР 1991

В сборную СССР по мини-футболу, проводящую в 1990 году свой первый сбор, вызывается четверо днепропетровских игроков: вратарь Игорь Лещук, а также Владимир Кобзарёв, Михаил Уфимцев и Олег Солодовник.
В 1990 году под эгидой созданной Ассоциации мини-футбола СССР проходит первый всесоюзный турнир с участием 16 команд, разбитых на две лиги, по итогам которого «Механизатор» занимает четвёртое место, а победителем становится «Сигнал» из Обнинска. В следующем году «Сигнал» вновь побеждает, оставив «Механизатор» на втором месте. В 1992 году победителем становится «Эврика» из Таллина, а «Механизатор» берёт бронзу.
В конце 1990 года под руководством комитета по мини-футболу Федерации футбола СССР проходит первый чемпионат СССР по мини-футболу. В финальной части, состоявшейся в Кишинёве с 23 января по 8 марта 1991 года, «Механизатор» занимает восьмое место, а Константин Ерёменко признаётся лучшим нападающим.
В августе 1991 года в Москве создаётся мини-футбольная команда «Дина», собравшая сильнейших игроков страны. В «Дину» переходят лидеры «Механизатора» Константин Ерёменко и Олег Солодовник. В конце 1991 года в Днепропетровске проходит финал Кубка СССР. На выход в полуфинал претендовали «Механизатор» и «Дина», набравшие одинаковое количество очков и не выявившие победителя в личной встрече. Судьба путёвки решалась с помощью жребия, в котором приняли участие бывшие партнёры по команде днепропетровец Олег Зеликсон и Константин Ерёменко, представляющий «Дину»: Ерёменко вытащил бумажку с минусом, а плюс достался Зеликсону, что вывело «Механизатор» в полуфинал. Обыграв в одной второй финала команду «Агро-Интекс», в решающем матче «Механизатор» встречается с «Валеологией» из Кишинёва. Трижды проигрывая по ходу матча, «Механизатор» сравнивает счёт, а затем одерживает победу в серии послематчевых пенальти, став первым и единственным обладателем Кубка СССР по мини-футболу.

### Турниры независимой Украины
В чемпионате Украины сезона 1991/92 принимает участие десять команд. Три первых места занимают представители Днепропетровска: ставший чемпионом «Механизатор», а также команды ДХТИ и Агроуниверситета. Позже «Механизатор» делает золотой дубль, обыграв в финале Кубка Украины ивано-франковский «Трактор» со счётом 5:1.
В 1992 заканчивает выступления и покидает клуб один из основателей — Олег Зеликсон. В том же году умирает Александр Хандрыга. Финансовое положение клуба ухудшается. В чемпионате 1992 года «Механизатор» становится вторым, уступив запорожской «Надежде». Сезон 1993/94 команда заканчивает на пятом месте, а в кубке страны доходит до полуфинала.
В 1995 году «Механизатор» завоёвывает звание чемпиона Украины и становится обладателем кубка страны. В следующем сезоне 1995/96 клуб завоёвывает второе место в чемпионате, однако вновь побеждает в Кубке Украины. Сезон 1996/97 становится последним для клуба: заняв одиннадцатое место в чемпионате «Механизатор» прекращает своё существование.

### Прочие турниры
«Механизатор» является трёхкратным обладателем «Кубка Большого Днепра», разыгрывавшегося на Украине с 1989 по 2006 годы. Первый турнир состоялся в Шостке Сумской области, второй — в Славуте Хмельницкой области, третий — в Днепропетровске, и «Механизатору» удалось стать победителем всех этих турниров.
В 1994 году «Механизатор» принял участие в международном турнире «Петербургская осень-94» и одержал в нём победу.

## Памятные события
В 1993 году в Днепропетровске прошёл мини-футбольный турнир памяти Александра Хандрыги, завершившийся победой «Механизатора». С тех пор турнир стал традиционным и проводился несколько раз.
16 декабря 2011 года прошёл матч памяти Александра Хандрыги и Константина Еременко, выдающегося мини-футболиста, известного выступлениями за «Механизатор» и московскую «Дину».
1 декабря 2011 года Валерий Павлович Пустовойтенко, при непосредственном участии которого и был создан клуб «Механизатор», награждён орденом Ярослава Мудрого 3 степени за весомый личный вклад в развитие украинского футбола.

## Достижения
- Чемпион Украины по мини-футболу (3): 1990, 1991, 1995
- Обладатель Кубка Украины по мини-футболу (3): 1991, 1992, 1995
- Обладатель Кубка СССР по мини-футболу: 1991